# 한예서
한예서(1986년 6월 29일 ~ )는 대한민국의 가수이다. 현재 소속사는 케이디와이 미디어이다.

## 대표작

### 음반
- 미니앨범 《네온 레인보우》(Neon Rainbow)